# ロシアンボール
ロシアンボールとは、ジャグリングの道具の一。プラスチック製のボールに砂が４割程度入ったボールで、トスジャグリングに使う。
ロシア人のジャグラーが使っていたのが名前の由来だが、今はもっぱら日本人の利用者が多いと言われている。重心が低い為、頭の上にのせるなどのバランス芸にも向いているが、重心がボールの中心になく、ボール自体が変形しやすいため、ボディロールには適さない。安価だが、投げた時にボールに回転がかかるとクセのある軌道を描くことがあるので、上級者向けとも言われる。
日本でロシアンボールを広めた先駆者は、ジャグラーのタカシェンカであると言われている。
当時、まだ日本では出回っていなかった空（から）のロシアンボールに、砂を入れて入口を塞ぐ方法を矢部亮と共に切磋琢磨し、独自で開発した。
すると、様々な日本のメーカーが同様の方法で開発し、特に日本国内で広まったのである。